# Falcon 1
Falcon 1 – komercyjna, dwustopniowa rakieta nośna, najmniejsza z rodziny Falcon, skonstruowana przez prywatną amerykańską firmę SpaceX. Była eksploatowana w latach 2006–2009. Jej przeznaczeniem były loty na niską orbitę okołoziemską. Powstała z myślą o możliwie najmniejszych kosztach produkcji i obsługi, dlatego też jej pierwszy stopień miał być wielorazowego użytku. Do odzyskania pierwszego stopnia nigdy jednak nie doszło, firmie udało się tego dokonać z rakietą Falcon 9. Celem SpaceX było obniżenie ceny Falcona 1 do poziomu jednej trzeciej kosztów podobnych rakiet u konkurencji. Początkowo zakładano, że koszt jednej rakiety wyniesie 6,7 mln USD.
28 września 2008 roku Falcon 1 stał się pierwszą prywatnie opracowaną rakietą nośną zasilaną w pełni na paliwo ciekłe, która dotarła na orbitę okołoziemską.
Rakieta Falcon 1 wykorzystywała mieszankę paliwową RP‑1 oraz ciekłego tlenu w obu stopniach. Pierwszy stopień rakiety był napędzany przez pojedynczy silnik Merlin, natomiast drugi stopień był napędzany silnikiem przystosowanym do pracy w próżni Kestrel.
Przeprowadzono pięć lotów rakiety. Po trzech nieudanych lotach testowych, podczas czwartego, we wrześniu 2008 roku osiągnięto orbitę, wykorzystując zamiast operacyjnego satelity symulator masy. 14 lipca 2009 roku przeprowadzono kolejny udany lot, podczas którego wyniesiono na orbitę malezyjskiego satelitę RazakSAT. Lot ten był pierwszym komercyjnym lotem SpaceX, a jednocześnie piątym i ostatnim lotem rakiety Falcon 1.
Mimo że zapowiadana była ulepszona wersja Falcon 1e, po piątym locie zdecydowano o wycofaniu Falcona 1 na rzecz rakiety Falcon 9 v1.0.
Opracowanie rakiety, od przygotowań do pierwszego startu, zajęło ponad trzy lata. Jej nazwa pochodzi od fikcyjnego statku kosmicznego Millenium Falcon z filmu Gwiezdne wojny.

## Historia

### Prywatne finansowanie
Rakieta Falcon 1 została opracowana wyłącznie dzięki środkom prywatnym. Jedynymi prywatnie sfinansowanymi rakietami nośnymi były Conestoga oraz Pegasus. Całkowity koszt opracowania rakiety Falcon 1 wyniósł od 90 do 100 mln USD.
Choć cały rozwój rakiety był finansowany prywatnie, dwa pierwsze loty Falcon 1 zostały sfinansowane przez Departament Obrony Stanów Zjednoczonych w ramach programu poszukującego nowych amerykańskich rakiet nośnych dla DARPA.

### Anulowane loty
W ramach kontraktu za 15 mln USD Falcon 1 miał wynieść satelitę TacSat‑1 w 2005 roku. Do końca maja 2005 SpaceX deklarowało możliwość przeprowadzenia lotu Falcona 1 z Bazy Sił Kosmicznych Vandenberg. Mimo wszystko Siły Powietrzne Stanów Zjednoczonych wolały, aby lot odbył się po ostatnim locie rakiety Titan IV z pobliskiego kompleksu SLC‑4E. Kolejne opóźnienia oraz trzy nieudane starty Falcon 1 opóźniły wyniesienie satelity TacSat‑1. Po wyniesieniu satelity TacSat‑2 za pomocą rakiety Minotaur 1 16 grudnia 2006 roku Departament Obrony uznał, że cele satelity TacSat‑1 zostały zrealizowane i ostatecznie anulował jego start w sierpniu 2007 roku.

## Konstrukcja

### Pierwszy stopień

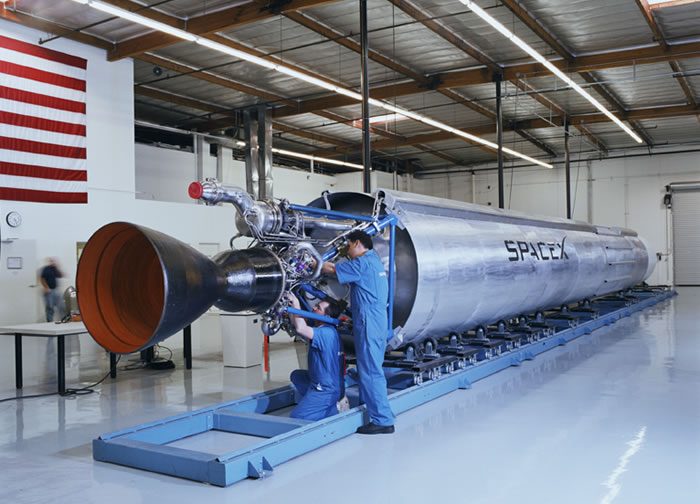
Pierwszy stopień Falcon 1, widok od strony silnika Merlin 1

Falcon 1-1, wraz silnikiem, miał być członem wielorazowego użytku. Po wypaleniu się i odłączeniu od reszty rakiety miał opadać do oceanu i być stamtąd wyławiany. System sprowadzania członu i odzyskiwania opracowała firma Irvin Parachute Corporation. Składał się on ze spadochronu hamującego i głównego. Ta sama firma opracowała podobny system na potrzeby amerykańskich promów kosmicznych.
Człon jest autorską konstrukcją producenta rakiety. Jego konstrukcja jest pośrednia względem dwóch technologii zwykle stosowanych w konstrukcji członów rakiet nośnych: ciężkiej, ale sztywnej i mocnej konstrukcji, a lekkiej, jednak potrzebującej utrzymywania ciśnienia wewnątrz, aby podtrzymać jej sztywność (gdyż szkielet nie podtrzymałby sam własnego ciężaru). Falcon 1-1 posiada zbiornik z helem do utrzymywania odpowiedniego ciśnienia wewnątrz członu, dostarczany przez Arde Corporation. Taki sam zbiornik jest używany w rakietach Delta IV firmy Boeing. Poszycie członu jest wykonane ze stopu aluminium, opatentowanego przez SpaceX.
Człon jest wyposażony w system samokontroli, wstrzymanie przed zwolnieniem (ang. „hold-before-release system”). Powoduje on, że rakieta nie startuje od razu po odpaleniu silnika głównego, ale jest „wstrzymywana”, aby sprawdzić, czy silnik i inne układy rakiety działają prawidłowo. Jeśli pracuje normalnie, rakieta zostaje „zwolniona” ze stanowiska startowego. W przeciwnym wypadku następuje automatycznie wyłączenie silników i całej rakiety oraz automatyczne wypompowanie paliwa.
Oddzielanie członu następuje poprzez bolce separacyjne z podwójnym wyzwalaczem i system pneumatycznego odrzucania.
Człon został wykonany z aluminium 2219, które zostało połączone przy pomocy zgrzewania tarciowego. Dla pierwszych dwóch startów użyto silnika Merlin 1A, by następnie zastosować silnik Merlin 1B, a finalnie silnik Merlin 1C, który był stosowany od trzeciego lotu Falcona 1, a także w pierwszych pięciu lotach Falcona 9.

### Drugi stopień
Zbiorniki drugiego stopnia Falcona 1 wykonano ze stopu aluminium 2014, chociaż planowano przejście na stop aluminium-lit w wersji Falcon 1e. Konstrukcja członu jest wspomagana przez utrzymywanie w nim stałego ciśnienia atmosfery helowej. Zbiornik helu, tak jak w przypadku członu Falcon 1-1, dostarcza firma Arde. Hel jest jednocześnie używany w silniczkach korekcyjnych członu oraz do utrzymywania w odpowiednim stanie mieszanki paliwowej, w wypadku konieczności ponownego odpalania silnika członu. Silnik Kestrel ma wbudowany tytanowy wymiennik ciepła, który znacznie poprawia jego wydajność. Zbiorniki ciśnieniowe są zbiornikami kompozytowymi na bazie Inconelu, takie same jak stosowane w rakiecie Delta III.

### Możliwość ponownego użycia
Pierwszy stopień planowano odzyskiwać za pomocą spadochronu, choć nigdy tego nie zademonstrowano. Drugi stopień rakiety nigdy nie został zaprojektowany do ponownego użycia.

## Loty
| Nr lotu                            | Data i Czas (GMT)       | Ładunek       | Klient   | Wynik             | Uwagi |
| ---------------------------------- | ----------------------- | ------------- | -------- | ----------------- | --- |
| 1                                  | 24 marca 2006, 22:30    | FalconSAT-2   | DARPA    | Niepowodzenie     | Awaria silnika w T+33 sek Utrata rakiety |
| 2                                  | 21 marca 2007, 01:10    | DemoSat       | DARPA    | Niepowodzenie     | Praca pierwszego stopnia oraz przejście do drugiego odbyły się z sukcesem, maksymalna wysokość 289 km Przedwczesne wyłączenie silnika w T+7 min 30 s Nie osiągnęła orbity Nie odzyskano pierwszego stopnia Nazywana "Częściowym sukcesem" z powodu zebranych danych do kolejnych lotów |
| 3                                  | 3 sierpnia 2008, 03:34  | Trailblazer   | ORS      | Niepowodzenie     | Pozostały ciąg w pierwszym stopniu spowodował kolizję pierwszego i drugiego stopnia |
| 3                                  | 3 sierpnia 2008, 03:34  | PRESat        | NASA     | Niepowodzenie     | Pozostały ciąg w pierwszym stopniu spowodował kolizję pierwszego i drugiego stopnia |
| 3                                  | 3 sierpnia 2008, 03:34  | NanoSail-D    | NASA     | Niepowodzenie     | Pozostały ciąg w pierwszym stopniu spowodował kolizję pierwszego i drugiego stopnia |
| 3                                  | 3 sierpnia 2008, 03:34  | Explorers     | Celestis | Niepowodzenie     | Pozostały ciąg w pierwszym stopniu spowodował kolizję pierwszego i drugiego stopnia |
| 4                                  | 28 września 2008, 23:15 | RatSat        | SpaceX   | Sukces            | Początkowo planowany na 23–25 września, ładunek był symulatorem masy, 165 kg (początkowo miał być to RazakSAT) |
| 5                                  | 14 lipca 2009, 03:35    | RazakSAT      | ATSB     | Sukces            | |
| Planowane i niezrealizowane starty |                         |               |          |                   | |
|                                    | 2011                    | TBD           | SpaceDev | Brak planów       | Miał być to pierwszy lot Falcona 1e |
|                                    | 2011–2014               | OG-2          | Orbcomm  | Sukces – Falcon 9 | 18 satelitów, zmieniono lot na Falcona 9, |
|                                    | 2013                    | Formosat-5    | NSPO     | Sukces – Falcon 9 | Zmieniono lot z Falcona 1e na Falcona 9 |
|                                    | 2014–2015               | Małe satelity | Astrium  | Brak planów       | Miał być to kolejny lot Falcona 1e |

### Pierwszy lot
Pierwszy lot rakiety Falcon 1 był wielokrotnie opóźniany z powodu problemów technicznych. Opóźnienia te spowodowały kolizje terminów z planowanym startem rakiety Titan IV z Bazy Sił Kosmicznych Vandenberg, co ostatecznie doprowadziło do przeniesienia startu na poligon znajdujący się na atolu Kwajalein. Pierwotnie lot miał się odbyć 31 października 2005 roku, jednak został on przełożony, a nową datę wyznaczono na 25 listopada, którą również później przełożono. Kolejna próba miała miejsce 19 grudnia 2005 roku, lecz została ona przerwana z powodu awarii zaworu, który doprowadził do powstania próżni w zbiorniku paliwa pierwszego stopnia Falcona 1. W rezultacie doszło do zapadnięcia się ścian zbiornika i jego uszkodzenia. Po wymianie pierwszego stopnia rakiety Falcon 1 wystartował w sobotę 25 marca 2006 roku o godzinie 09:30 czasu lokalnego. Ładunkiem był satelita FalconSAT–2, należący do Akademii Sił Powietrznych Stanów Zjednoczonych, przeznaczony do badania zjawisk plazmy kosmicznej.
Start miał miejsce w sobotę, 24 marca 2006 roku, o godzinie 22:30 UTC, ze stanowiska startowego na wyspie Omelek w archipelagu Wysp Marshalla. Misja zakończyła się niepowodzeniem po niespełna minucie lotu w wyniku wycieku paliwa i powstałego w jego następstwie pożaru. Na nagraniu ze startu widoczne było kołysanie i gwałtowne przechylenie rakiety po opuszczeniu stanowiska startowego. Uderzenie w ziemię nastąpiło po 41 sekundach od startu, na martwej rafie w odległości około 76 metrów od stanowiska startowego. Ładunek pomyślnie oddzielił się od rakiety i spadł na wyspę. SpaceX początkowo przypisało przyczynę pożaru niedostatecznemu dokręceniu nakrętki w przewodzie paliwowym. Późniejszy przegląd przeprowadzony przez DARPA wykazał jednak, że nakrętka została prawidłowo dokręcona i świadczyło o tym nadal obecne zabezpieczenie drutem. Nakrętka uległa awarii z powodu korozji wywołanej działaniem słonej wody.
W następstwie awarii SpaceX wprowadziło szereg zmian w konstrukcji rakiety oraz oprogramowaniu, które miały zapobiec podobnym incydentom w przyszłości.

### Drugi lot
Drugi lot testowy rakiety Falcon 1 był pierwotnie zaplanowany na styczeń 2007 roku, jednak opóźniono go z powodu problemów z drugim stopniem rakiety. Przed planowanym startem w styczniu, firma SpaceX kilkakrotnie przekładała datę startu, przesuwając ją z września 2006 roku na listopad i grudzień 2006 roku. W grudniu termin został wyznaczony na 9 marca 2007 roku, lecz start został ponownie przełożony z powodu ograniczeń w dostępności poligonu testowego, wynikających z planowanego lotu próbnego rakiety Minuteman III, której ponowne wejście w atmosferę miało nastąpić nad atolem Kwajalein.
Próba drugiego lotu Falcona 1, która została przeprowadzona 19 marca 2007 roku, została opóźniona o 45 minut z powodu problemu z przekazywaniem danych. O godzinie 23:45, start został odwołany na 62 sekundy przed planowanym startem z uwagi na usterkę komputera bezpieczeństwa, który błędnie zidentyfikował awarię transmisji, będącą w rzeczywistości efektem milisekundowego opóźnienia sprzętowego. Kolejna próba, zaplanowana na 20 marca, została opóźniona o 65 minut w stosunku do planowanej godziny 23:00 GMT, z powodu problemów z komunikacją pomiędzy jednym z eksperymentów NASA znajdującym się w ładunku a systemem TDRS. Kolejna próba startu odbyła się 21 marca 2007 roku i zakończyła się przerwaniem procedury startu o godzinie 00:05 GMT, w ostatniej chwili przed oderwaniem się rakiety od stanowiska startowego, pomimo zapłonu silnika Merlin. Zdecydowano się o podjęciu drugiej próby startu jeszcze tego samego dnia. Rakieta pomyślnie opuściła stanowisko startowe o godzinie 01:10 GMT.
Rakieta funkcjonowała prawidłowo przez cały czas pracy pierwszego stopnia, jednak podczas separacji doszło do kolizji i osłona zamontowana na szczycie pierwszego stopnia uderzyła w dzwon silnika drugiego stopnia Falcona 1. Zderzenie nastąpiło w chwili, gdy dysza silnika drugiego stopnia była w momencie separacji. Pierwszy stopień obracał się znacznie szybciej, niż zakładano, co doprowadziło do kontaktu z dyszą drugiego stopnia. Według Elona Muska, uderzenie nie spowodowało widocznych uszkodzeń, stwierdził on, że zastosowanie niobowej osłony zamiast kompozytu węglowego było celowym zabiegiem, mającym na celu ograniczenie ryzyka w razie podobnych incydentów. Krótko po zapłonie drugiego stopnia, zgodnie z założeniem od dzwonu silnika oderwał się pierścień stabilizujący.
Około 5 minut po starcie rakieta zaczęła obracać się wokół własnej osi, a dane telemetryczne nie były już wysyłane na Ziemię. Zgodnie z oświadczeniem Elona Muska, silnik drugiego stopnia został wyłączony 7 minut i 30 sekund po starcie z powodu utraty kontroli nad drugim stopniem Falcona 1. Rakieta kontynuowała lot niemal do końca, osiągając ponadto udane rozdzielenie symulatora masy satelity. Choć transmisja wideo została przerwana wcześniej, SpaceX zdołało odzyskać pełne dane telemetryczne z całego lotu. Status pierwszego stopnia pozostał nieznany z powodu awarii urządzenia GPS śledzącego jego trajektorię, co uniemożliwiło jego odzyskanie. Rakieta osiągnęła maksymalną wysokość 289 kilometrów oraz prędkość 5,1 km/s, co było prędkością niższą niż wymagana do osiągnięcia niskiej orbity ziemskiej, pierwsza prędkość orbitalna.
Samo SpaceX uznało lot za sukces, wskazując, że ponad 95% systemów rakiety Falcon 1 zostało pomyślnie sprawdzonych w warunkach lotu. Głównymi celami misji było przetestowanie procedur szybkiego startu oraz zebranie danych telemetrycznych.

### Trzeci lot
Trzecia próba lotu rakiety Falcon 1 została podjęta 3 sierpnia 2008 roku z atolu Kwajalein. W ramach lotu w przestrzeń kosmiczną Falcon 1 miał wynieść satelitę Trailblazer dla Sił Powietrznych Stanów Zjednoczonych oraz dwa nanosatelity należące do NASA: NanoSail‑D i PRESat, a także oraz kapsułę pogrzebową dla Celestis.
Podczas przygotowań do startu nastąpiło opóźnienie związane z powolnym napełnianiem helu, co sprawiło, że paliwo oraz utleniacz napotkały na skroplony hel, co wystawiło rakietę na pewne ryzyko. Start został ostatecznie przełożony, po czym został przerwany 0,5 sekund przed oderwaniem się Falcona 1 od stanowiska startowego z powodu błędnego odczytu czujnika. Po usunięciu owej usterki wykonano kolejną próbę startu, która doprowadziła do zapłonu silnika Merlin około 1000 sekund przed końcem okna startowego. Falcon 1 wzbił się z wyspy Omelek o godzinie 03:35 UTC. Separacja przebiegła zgodnie z planem, lecz paliwo pozostałe w silniku Merlin 1C wygenerowało chwilowy ciąg, co doprowadziło do ponownego kontaktu pierwszego stopnia z drugim, co uniemożliwiło zakończenie misji.
W oficjalnym raporcie SpaceX dotyczącym trzeciego lotu wskazano, że czwarty lot przebiegnie już zgodnie z planem, ponieważ anomalia, która wystąpiła podczas lotu trzeciego nie wymagała żadnych modyfikacji Falcona 1, gdyż wystarczyło wydłużyć czas pomiędzy wyłączeniem silnika pierwszego stopnia a momentem przeprowadzenia separacji. Pełne nagranie z trzeciego lotu Falcona 1 zostało opublikowane przez SpaceX kilka tygodni po starcie.

### Czwarty lot
Po trzech nieudanych lotach SpaceX złożyło czwartą rakietę Falcon 1 w ciągu sześciu tygodni, wykorzystując dostępne podzespoły jako ostatnią szansę dla całej firmy. Części pierwszego stopnia zostały błyskawicznie przetransportowane za pomocą czarterowanego samolotu Boeing C‑17 Globemaster III, jednak podczas lotu rakieta uległa częściowej implozji, co wymusiło awaryjną naprawę rakiety na pokładzie samolotu.
Pomimo tych trudności czwarty lot Falcon 1 został przeprowadzony pomyślnie 28 września 2008 roku, wynosząc na niską orbitę okołoziemską aluminiowy symulator masy ładunku użytecznego o masie 165 kilogramów o nazwie RatSat. Był to pierwszy udany lot rakiety Falcon 1, a także pierwszy udany lot prywatnie opracowanej rakiety nośnej zasilanej w pełni na paliwo ciekłe, która dotarła na orbitę okołoziemską.
Start odbył się z wyspy Omelek na atolu Kwajalein o godzinie 23:15 UTC, 15 minut od rozpoczęcia pięciogodzinnego okna startowego. Dokładnie po 9 minutach i 31 sekundach od startu silnik Kestrel został wyłączony, a Falcon 1 osiągnął wstępną orbitę okołoziemską. Nastąpiło ponowne uruchomienie silnika drugiego stopnia rakiety Falcon 1, co umożliwiło osiągnięcie ostatecznej orbity o wymiarach 621 × 643 km oraz inklinacji 9,35°.

### Piąty lot
Po trzech nieudanych lotach SpaceX poinformowało, że ukończyło budowę piątej rakiety Falcon 1, która została przetransportowana na atol Kwajalein, skąd planowano jej start w dniu 21 kwietnia 2009 roku. Mniej niż tydzień przed planowanym startem malezyjskie media podały, że wykryto niebezpieczny poziom wibracji w rakiecie Falcon 1, a jej naprawy mogą potrwać około sześciu tygodni. 20 kwietnia 2009 roku SpaceX wydało komunikat prasowy, że piąty lot Falcona 1 został odwołany ze względu na potencjalny problem kompatybilności między satelitą RazakSAT a drugim stopniem Falcona 1. Obawy dotyczyły wpływu wibracji na ładunek użyteczny.
1 czerwca SpaceX ogłosiło, że nowe okno startowe zostanie otwarte w poniedziałek 13 lipca i potrwa do wtorku 14 lipca 2009 roku, a codzienne okno startowe będzie otwierane o godzinie 21:00 UTC. Piąty lot Falcona 1 odbył się 13 lipca 2009 roku i zakończył się sukcesem, rakieta Falcon 1 wyniosła sztucznego satelitę RazakSAT na wstępną orbitę parkingową, a po 38 minutach od startu silnik drugiego stopnia wykonał korektę orbitalną, umożliwiając prawidłowe wyniesienie ładunku użytecznego w przestrzeń kosmiczną.

### Zakończenie lotów
Po piątym locie późniejsze loty rakiety Falcon 1 zostały wstrzymane, a ostatecznie odwołane, zaś sama rakieta została wycofana z eksploatacji. Starty, które pierwotnie zaplanowano z wykorzystaniem Falcona 1, zostały przeniesione na inne rakiety nośne lub zostały zarezerwowane ponownie jako ładunki rideshare na pokładzie rakiety Falcon 9.